# Northlanders
Ne doit pas être confondu avec Northlander.
Northlanders est une série de comics publiée par DC Comics sous le label Vertigo. Elle est entièrement scénarisée par Brian Wood et différents artistes illustrent chaque histoire complète. Massimo Carnevale a peint l’ensemble des couvertures.
Le premier numéro de Northlanders a été publié aux États-Unis le 5 décembre 2007. Deux albums sont traduits en français en 2011 par Panini Comics puis, après la réattribution par DC Comics de la licence française de son catalogue, la série fait l'objet d'une édition par Urban Comics depuis 2014. Elle est regroupée en tomes présentant les histoires selon le lieu où elles se déroulent.

## Histoires
Les histoires racontées sont purement fictionnelles mais se déroulent à diverses époques et moment clés de l’ère viking.
Brian Wood a déclaré que la série serait une succession d'histoires longues (sur plusieurs épisodes) et d'histoires plus courtes (sur un ou deux épisodes).

### Sven le revenant(Sven the Returned)
La première histoire (épisodes 1 à 8, illustrés par Davide Gianfelice) se déroule vers 980 apr. J.-C. et introduit Sven, un guerrier viking exilé à Constantinople qui, à la suite de la mort de son père, revient réclamer son héritage dans les îles Orcades où il est né.

### Lindisfarne
La deuxième histoire (épisodes 9 et 10, illustrés par Dean Ormston) se déroule en 793 et raconte la mise à sac du monastère chrétien de Lindisfarne au début de l'ère viking.

### La croix et le marteau (The Cross & the Hammer)
La troisième histoire (épisodes 11 à 16, illustrés par Ryan Kelly) se déroule près de Dublin en 1014 (bataille de Clontarf) et raconte la traque d'un terroriste irlandais qui harcèle les  occupants vikings.

### L'art viking du combat singulier (The Viking Art of Single Combat)
La quatrième histoire (épisode 17, illustré par Vasilis Lolos) décrit minutieusement le combat à mort de deux guerriers viking.

### Skjaldmös (The Shield Maidens)
La cinquième histoire (épisodes 18 et 19, illustrés par Danijel Žeželj) se déroule en 868 et raconte comment 3 femmes vont tenir un siège face à des guerriers saxons après le massacre de leur village.

### Sven l'immortel (Sven the Immortal)
La sixième histoire (épisode 20, illustré par Davide Gianfelice) revient au personnage de Sven au crépuscule de sa vie.

### La veuve et la peste (The Plague Widow)
La septième histoire (épisodes 21 à 28, illustrés par Leandro Fernández) se déroule en 1020 sur la rive de la Volga. Un village viking isolé est frappé par la peste alors que Hilda, jeune veuve, et sa fille sont menacées d'exil par Gunborg, brute sanguinaire à la tête du village.

### The Sea Road
La huitième histoire (épisode 29, illustré par Fiona Staples) se déroule entièrement à bord d'un navire perdu dans l'Atlantique.

### Métal (Metal)
La neuvième histoire (épisodes 30 à 34, illustrés par Riccardo Burchielli (en)) se déroule en 700 et raconte l'histoire d'Eric, forgeron de son village qui, par amour, va défier la chrétienté pour retourner aux anciens dieux vikings.

### La jeune fille dans la glace (The Girl in the Ice)
La dixième histoire (épisodes 35 et 36, illustrés par Becky Cloonan) se déroule en 1240, année durant laquelle un vieil ermite découvre le corps d'une jeune fille dans la glace et tente de la ressusciter.

### Le siège de Paris (The Siege of Paris)
La onzième histoire (épisodes 37 à 39, illustrés par Simon Gane) se déroule en 885 lors du siège de Paris (885-887) par les Vikings.

### Le chasse (The Hunt)
Épisode 40, illustré par Matthew Woodson. Elle décrit la traque d'un cerf par un homme du Nord avec minutie, se concentrant sur sa pensée tout au long de son périple de plusieurs jours.

### La fille de Thor (Thor’s Daughter)
L'histoire (épisode 41) prend place dans les Hébrides, à l'ouest de l'Écosse, en 990, où une jeune femme va chercher à s'imposer à la suite de la mort de son père. Illustration de Marian Churchland et couleur de Dave McCaig. 

### La trilogie islandaise (The Icelandic Trilogy)
Épisodes 42-50, illustrés par Paul Azaceta. Ces épisodes décrivent les débuts de la colonisation Viking de l'Islande et la haine perpétuée à travers les générations de deux grandes familles implantées sur l'île.

## Publication

### Recueils en anglais
1. Sven the Returned (Northlanders #1-8, 2008)
2. The Cross & the Hammer (#11-16, 2009)
3. Blood in the Snow (#9-10 et 17-20, 2010)
4. The Plague Widow (#21-28, 2010)
5. Metal (#29-36, 2011)
6. Thor’s Daughter (#37-41, 2012)
7. The Icelandic Trilogy (#42-50, 2013)

### Albums français
1. Sven le revenant (2011)
2. Sven le revenant partie 2 (novembre 2011)

Seconde série
Comme décrit au début de chacun des trois tomes, dans cette édition, chaque récit est classé par zone géographique, chacune de ces zones constituant un des trois volumes. Au sein de chaque volume, un classement chronologique a été effectué. Cette édition comporte, pour chaque tome, une préface et un article de Patrick Weber, apportant une chronologie historique et des détails sur l'histoire des hommes du Nord.
1. Le Livre anglo-saxon (#1-16, 18-19 et 41 – mars 2014)
2. Le Livre islandais (#20, 29, 35-36 et 42-50 – septembre 2014)
3. Le Livre européen (#17, 21-28, 30-34 et 37-40 – avril 2015)

### Éditeurs
- DC Comics (label Vertigo) : VO
- Panini (collection « 100 % Vertigo ») : tomes 1 et 2 (première édition des tomes 1 et 2)
- Urban Comics (collection « Vertigo Essentiels ») : livres 1 à 3

## Distinctions
2007 : nomination de la couverture alternative (variant cover) du no 1, par Adam Kubert, pour le Eagle Award